# Стубаљ
Стубаљ је насељено место у саставу општине Мајур, у Банији, Република Хрватска.

## Историја
Насеље је до 1995. било у саставу некадашње општине Костајница. Стубаљ се од распада Југославије до августа 1995. године налазио у Републици Српској Крајини.

## Становништво
На попису становништва 2011. године, Стубаљ је имао 186 становника.

## Попис 1991.
На попису становништва 1991. године, насељено место Стубаљ је имало 282 становника, следећег националног састава:
| Попис 1991.‍  | Попис 1991.‍  | Попис 1991.‍ | Попис 1991.‍ | Попис 1991.‍ |
| ------------ | ------------ | ----------- | ----------- | ----------- |
|              |              |             |             |             |
| Хрвати       | Хрвати       |             | 272         | 96,45%      |
| Срби         | Срби         |             | 2           | 0,70%       |
| Југословени  | Југословени  |             | 1           | 0,35%       |
| Македонци    | Македонци    |             | 1           | 0,35%       |
| Словенци     | Словенци     |             | 1           | 0,35%       |
| неопредељени | неопредељени |             | 1           | 0,35%       |
| непознато    | непознато    |             | 4           | 1,41%       |
| укупно: 282  |              |             |             |             |